# Famille de Gerlache
 (janvier 2021).
Pour les articles homonymes, voir Gerlache et Gomery.
La famille de Gerlache est une famille de la noblesse belge dont l'ascendance prouvée remonte à 1622.

## Historique
Elle obtient concession de noblesse en 1751 par lettres de Marie-Thérèse confirmant un état noble antérieur de plus d'un siècle, puis concession du titre de baron.

## Personnalités
À cette famille appartiennent :
- Jean-Baptiste-Anne de Gerlache de Biourge (1767-1833), membre de la seconde Chambre des États généraux en 1815 ;
- baron Étienne de Gerlache (1785-1871), président du Congrès national en 1831, 1er Chef du Cabinet de Belgique en 1831, président de la Chambre des représentants de Belgique de 1831 à 1832, président de la Cour de cassation de 1832 à 1867 ;
- Paul de Gerlache (1838-1891), commissaire de l'arrondissement de Nivelles de 1871 à 1878, gouverneur de la province de Luxembourg ;
- baron Alexandre de Gerlache de Waillimont (1860-1908), maître de forges et membre de la Chambre des députés du Luxembourg ;
- baron Adrien de Gerlache de Gomery (1866-1934), explorateur ;
- baron Gaston de Gerlache de Gomery (1919–2006), explorateur.

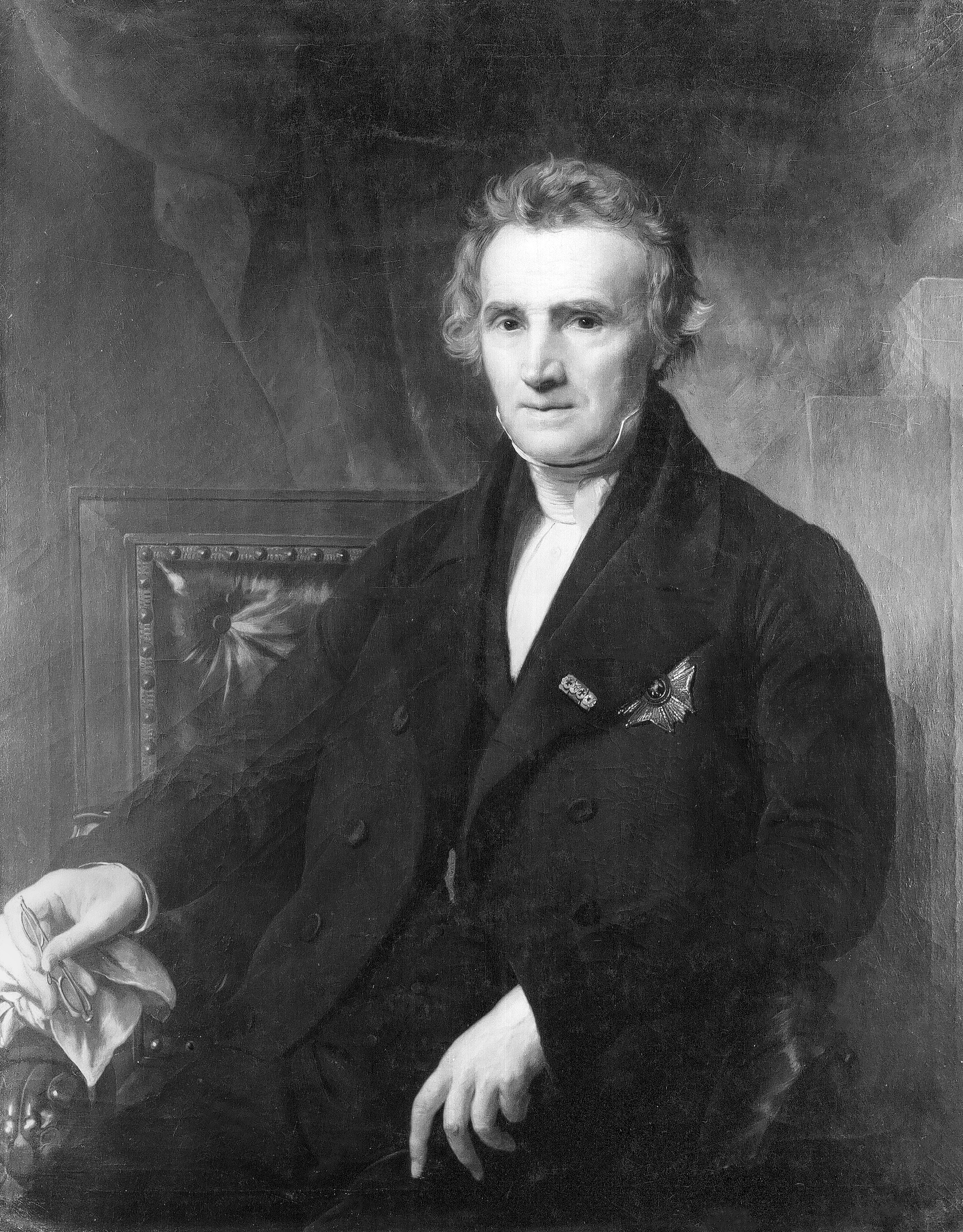
Étienne de Gerlache
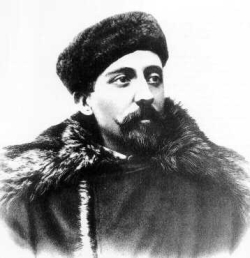
Adrien de Gerlache
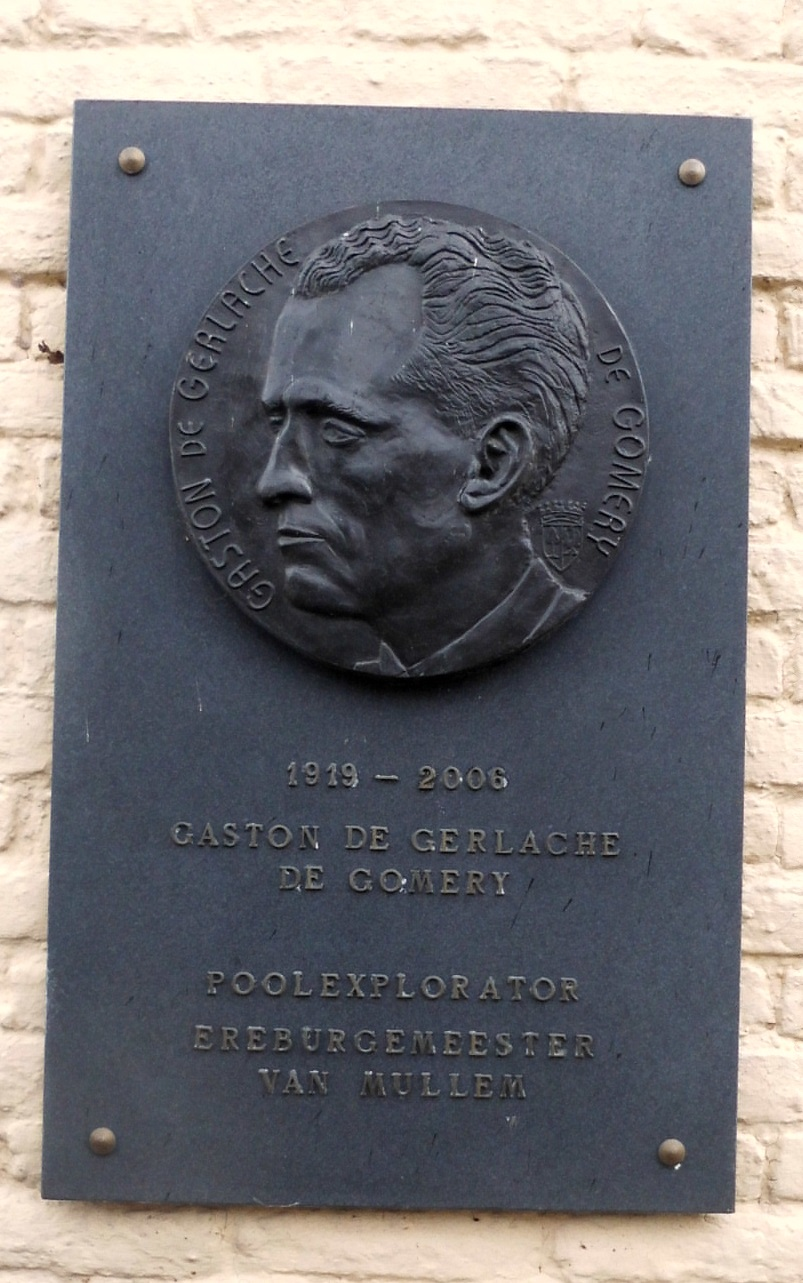
Gaston de Gerlache

## Hommages
- Détroit de Gerlache
  - Orque de Gerlache
- (69434) de Gerlache
- Rue du Président de Gerlache, Bruxelles
- Parc de Gerlache (lb)

## Héraldique
| Armoiries de la famille de Gerlache | Armoiries de la famille de Gerlache |
| ----------------------------------- | --- |
|                                     | Blasonnement : « D'argent, à l'arbre de sinople, sur une terrasse de même, parti aussi d'argent, à l'aigle de sable, posée sur une perche de gueules, becquée, languée et armée de même. L'écu surmonté d'un heaume d'argent, couronné, grillé et liséré d'or, doublé et attaché de gueules, aux lambrequins d'argent, de sable et de sinople. » |